# Sindangkempeng
Sindangkempeng is een bestuurslaag in het regentschap Kuningan van de provincie West-Java, Indonesië. Sindangkempeng telt 1697 inwoners (volkstelling 2010).